# Estocaficada
L’Estocaficada est le nom donné à une association niçoise fondée en 1905. Son objet est la recherche et le maintien des traditions culinaires niçoises.

## Présentation
Les adhérents se réunissent chaque mois au restaurant Les Palmiers dans le bas Cimiez, généralement autour du traditionnel estocafic.
Selon Jacques Médecin, dans son livre La Bonne Cuisine du comté de Nice, l’estocafic est le nom niçois désignant le stickfish ou poisson-bâton, autrement appelé aiglefin (ou églefin) ou encore haddock.
L’estocaficada est le ragoût tomaté cuisiné à partir de ce poisson.